# Aphyosemion passaroi
Aphyosemion passaroi är en fiskart som beskrevs av Huber, 1994. Aphyosemion passaroi ingår i släktet Aphyosemion och familjen Nothobranchiidae. IUCN kategoriserar arten globalt som starkt hotad. Inga underarter finns listade i Catalogue of Life.